# Lotte Lien
Lotte Lien (født 7. september 1988 i Trondheim) er en norsk amatørbokser. Hun bor i Trondheim og repræsenterer bokseklubben Trym. 
Pr. september 2009 har hun bokset 49 kampe, og vundet 40 af dem. 
Den 20. september 2009 blev hun europamester i vægtklassen weltervægt, ved at slå polske Katarzyna Furmuniak med 5-0 i finalen. I åbningskampen i EM slog hun svenske Klara Svensson på knock-out i tredje runde. Hun slog russiske Jirina Potejeva i kvartfinalen, og franske Gayade Lagmiri i semifinalen.
I september 2010 kom hun på en femteplads under VM. Hun tabte i kvartfinalen mod Savannah Marshall. Tidligere i turneringen slog hun bl.a. Kimberley Gittens.
Hun har 6 nationale titler, 3 som senior  og 3 som junior (Pr. 7.5.2010)